# Rhododendron viriosum
Rhododendron viriosum är en ljungväxtart som beskrevs av Lyndley Alan Craven. Rhododendron viriosum ingår i släktet rododendron, och familjen ljungväxter. Inga underarter finns listade i Catalogue of Life.